# Oberlauken
Oberlauken ist ein Ortsteil der Gemeinde Weilrod im hessischen Hochtaunuskreis.

## Geographie
Oberlauken liegt im östlichen Hintertaunus. Direkter Nachbarort ist das einen Kilometer entfernte Niederlauken. Mit einem Abstand von jeweils 3 km sind Merzhausen und Altweilnau Nachbarorte. Höchste Erhebungen bei Oberlauken ist der Kirschenhell mit 467 Metern über NN. Die nächsten größeren Städte sind Usingen, Bad Camberg und Limburg an der Lahn.
Südöstlich des Ortes befindet sich die Wüstung Breitenbach.

## Geschichte

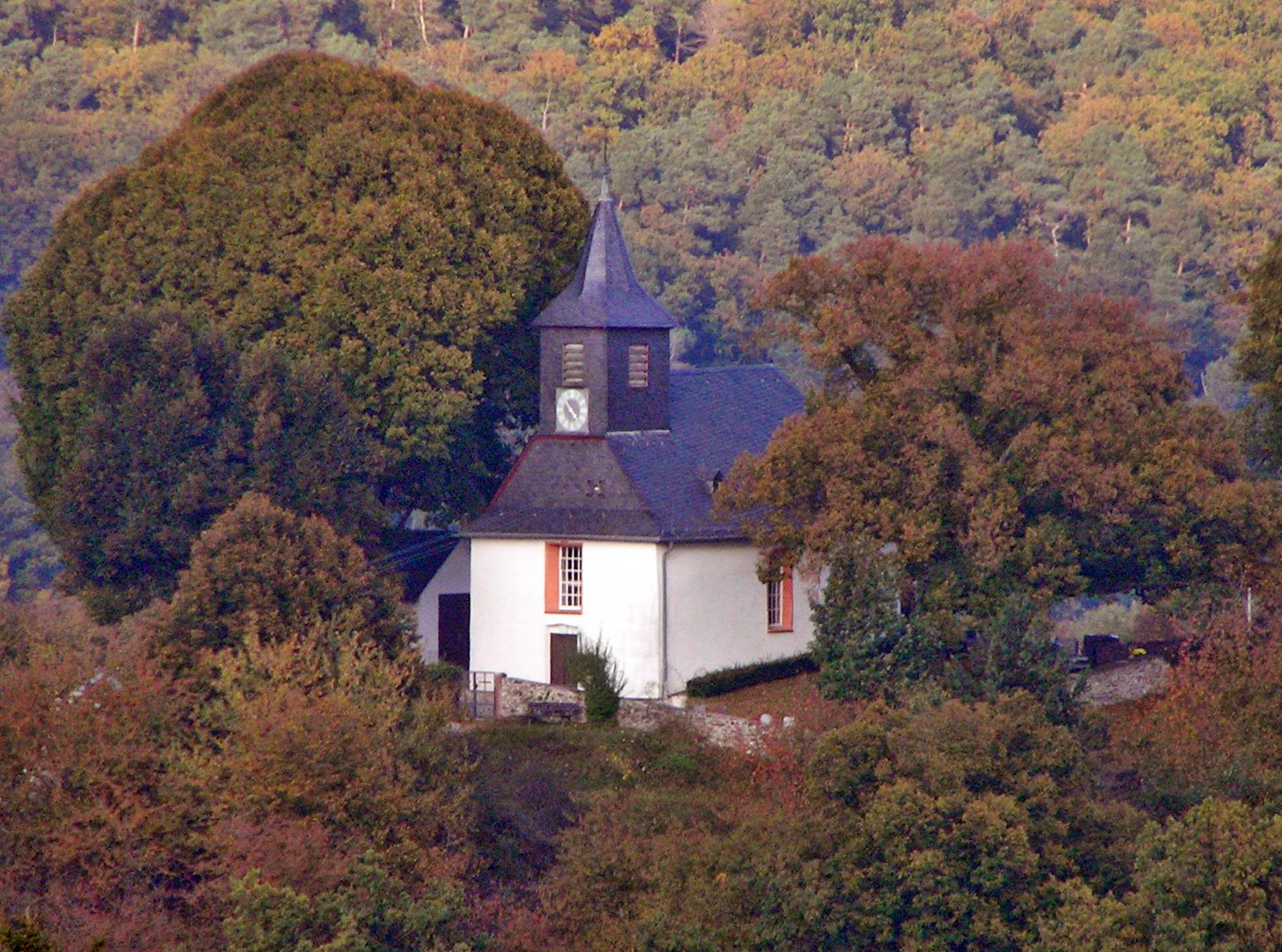
Kapelle von Oberlauken

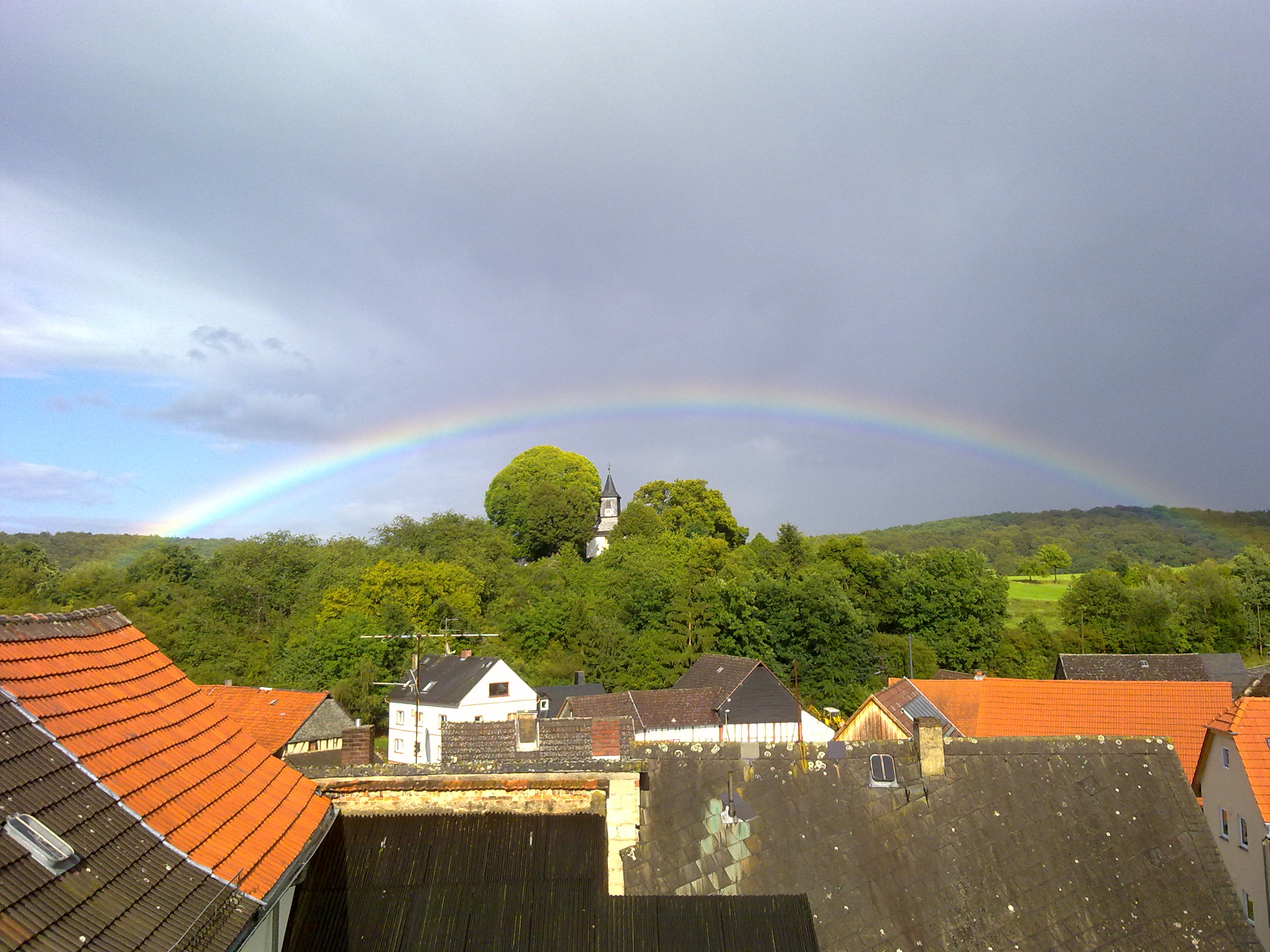
Oberlaukener Kapelle von der Ortsmitte

### Ortsgeschichte
Die älteste bekannte und gesicherte schriftliche Erwähnung von Oberlauken erfolgte unter dem Namen Loukene im Jahr 1249. Eine Kapelle wird urkundlich erst 1401 erwähnt.
Bis 1669 gehörte Oberlauken kirchlich zu Altweilnau. Heute bilden die Kirchen in Niederlauken und Oberlauken zusammen die Evangelische Kirchengemeinde Lauken.
Im 16. Jahrhundert gehörte Oberlauken zum Stockheimer Gericht und kam 1659 zu Nassau-Usingen. 
Hessische Gebietsreform (1970–1977)
Im Zuge der Gebietsreform in Hessen wurde die bis dahin selbständige Gemeinde Niederlauken im Landkreis Usingen zum 1. August 1972 kraft Landesgesetz mit weiteren Gemeinden zur Gemeinde Weilrod zusammengeschlossen. Damit verbunden war der Wechsel in den neu gegründeten Hochtaunuskreis. Für alle ehemals eigenständigen Gemeinden von Weilrod wurde je ein Ortsbezirk gebildet.

### Verwaltungsgeschichte im Überblick
Die folgende Liste zeigt die Staaten und Verwaltungseinheiten, denen Oberlauken angehört(e):
- vor 1806: Heiliges Römisches Reich, Grafschaft/Fürstentum Nassau-Usingen, Amt Usingen
- ab 1806: Herzogtum Nassau,[Anm. 2] Amt Usingen
- ab 1849: Herzogtum Nassau, Kreisamt Idstein[Anm. 3]
- ab 1854: Herzogtum Nassau, Amt Usingen
- ab 1867: Königreich Preußen,[Anm. 4] Provinz Hessen-Nassau, Regierungsbezirk Wiesbaden, Obertaunuskreis[Anm. 5]
- ab 1871: Deutsches Reich, Königreich Preußen, Provinz Hessen-Nassau, Regierungsbezirk Wiesbaden, Obertaunuskreis
- ab 1918: Deutsches Reich (Weimarer Republik), Freistaat Preußen, Provinz Hessen-Nassau, Regierungsbezirk Wiesbaden, Obertaunuskreis
- ab 1886: Deutsches Reich, Königreich Preußen, Provinz Hessen-Nassau, Regierungsbezirk Wiesbaden, Kreis Usingen
- ab 1932: Deutsches Reich, Königreich Preußen, Provinz Hessen-Nassau, Regierungsbezirk Wiesbaden, Obertaunuskreis
- ab 1933: Deutsches Reich, Königreich Preußen, Provinz Hessen-Nassau, Regierungsbezirk Wiesbaden, Landkreis Usingen
- ab 1944: Deutsches Reich, Freistaat Preußen, Provinz Nassau, Landkreis Usingen
- ab 1945: Amerikanische Besatzungszone,[Anm. 6] Groß-Hessen, Regierungsbezirk Wiesbaden, Landkreis Usingen
- ab 1946: Amerikanische Besatzungszone, Land Hessen, Regierungsbezirk Wiesbaden, Landkreis Usingen
- ab 1949: Bundesrepublik Deutschland, Land Hessen, Regierungsbezirk Wiesbaden, Landkreis Usingen
- ab 1968: Bundesrepublik Deutschland, Land Hessen, Regierungsbezirk Darmstadt, Landkreis Usingen
- ab 1972: Bundesrepublik Deutschland, Land Hessen, Regierungsbezirk Darmstadt, Hochtaunuskreis, Gemeinde Weilrod[Anm. 7]

## Bevölkerung

### Einwohnerstruktur 2011
Nach den Erhebungen des Zensus 2011 lebten am Stichtag, dem 9. Mai 2011, in Oberlauken 348 Einwohner. Darunter waren 18 (5,2 %) Ausländer.
Nach dem Lebensalter waren 57 Einwohner unter 18 Jahren, 144 zwischen 18 und 49, 81 zwischen 50 und 64 und 63 Einwohner waren älter. Die Einwohner lebten in 153 Haushalten. Davon waren 48 Singlehaushalte, 42 Paare ohne Kinder und 45 Paare mit Kindern, sowie 15 Alleinerziehende und 3 Wohngemeinschaften. In 24 Haushalten lebten ausschließlich Senioren und in 111 Haushaltungen lebten keine Senioren.

### Einwohnerentwicklung
| Oberlauken: Einwohnerzahlen von 1834 bis 2020 | Oberlauken: Einwohnerzahlen von 1834 bis 2020 | Oberlauken: Einwohnerzahlen von 1834 bis 2020 | Oberlauken: Einwohnerzahlen von 1834 bis 2020 | Oberlauken: Einwohnerzahlen von 1834 bis 2020 |
| --- | --------------------------------------------- | --------------------------------------------- | --------------------------------------------- | --------------------------------------------- |
| Jahr |                                               |                                               |                                               | Einwohner                                     |
| 1834 | 1834                                          |                                               | 114                                           | 114                                           |
| 1840 | 1840                                          |                                               | 226                                           | 226                                           |
| 1846 | 1846                                          |                                               | 230                                           | 230                                           |
| 1852 | 1852                                          |                                               | 223                                           | 223                                           |
| 1858 | 1858                                          |                                               | 199                                           | 199                                           |
| 1864 | 1864                                          |                                               | 208                                           | 208                                           |
| 1871 | 1871                                          |                                               | 193                                           | 193                                           |
| 1875 | 1875                                          |                                               | 211                                           | 211                                           |
| 1885 | 1885                                          |                                               | 214                                           | 214                                           |
| 1895 | 1895                                          |                                               | 201                                           | 201                                           |
| 1905 | 1905                                          |                                               | 211                                           | 211                                           |
| 1910 | 1910                                          |                                               | 225                                           | 225                                           |
| 1925 | 1925                                          |                                               | 209                                           | 209                                           |
| 1939 | 1939                                          |                                               | 184                                           | 184                                           |
| 1946 | 1946                                          |                                               | 271                                           | 271                                           |
| 1950 | 1950                                          |                                               | 254                                           | 254                                           |
| 1956 | 1956                                          |                                               | 219                                           | 219                                           |
| 1961 | 1961                                          |                                               | 211                                           | 211                                           |
| 1967 | 1967                                          |                                               | 246                                           | 246                                           |
| 1970 | 1970                                          |                                               | 250                                           | 250                                           |
| 1980 | 1980                                          |                                               | ?                                             | ?                                             |
| 1990 | 1990                                          |                                               | ?                                             | ?                                             |
| 1999 | 1999                                          |                                               | 327                                           | 327                                           |
| 2007 | 2007                                          |                                               | 365                                           | 365                                           |
| 2011 | 2011                                          |                                               | 348                                           | 348                                           |
| 2015 | 2015                                          |                                               | 335                                           | 335                                           |
| 2020 | 2020                                          |                                               | 355                                           | 355                                           |
| Datenquelle: Historisches Gemeindeverzeichnis für Hessen: Die Bevölkerung der Gemeinden 1834 bis 1967. Wiesbaden: Hessisches Statistisches Landesamt, 1968. Weitere Quellen: LAGIS; Gemeinde Weilrod; Zensus 2011 |                                               |                                               |                                               |                                               |

### Historische Religionszugehörigkeit
| • 1885: | 214 evangelische (= 100 %) Einwohner                               |
| • 1961: | 185 evangelische (= 87,68 %), 25 katholische (= 11,85 %) Einwohner |

## Politik
Ortsbeirat
Für Oberlauken besteht ein Ortsbezirk (Gebiete der ehemaligen Gemeinde Oberlauken) mit Ortsbeirat und Ortsvorsteher nach der Hessischen Gemeindeordnung.
Der Ortsbeirat besteht aus fünf Mitgliedern. Bei den Kommunalwahlen in Hessen 2021 betrug die Wahlbeteiligung zum Ortsbeirat 69,96 %. Dabei wurden gewählt: ein Mitglied der CDU und vier Mitglieder der „Freien Wählergemeinschaft“ (FWG). Der Ortsbeirat wählte Karl-Heinz Mankel (FWB) zum Ortsvorsteher.

## Kultur und Sehenswürdigkeiten

### Kulturdenkmäler
Siehe Kulturdenkmäler in Oberlauken

### Kapelle
Oberlaukens Wahrzeichen ist die (evangelische) Kapelle. Sie stammt aus dem 17. Jahrhundert und liegt weithin sichtbar auf einem Hügel oberhalb des Ortes. Auch das Wappen des Ortes nimmt Bezug auf diese Kapelle. Seit 1931 stehen Kapelle und Kirchhofsmauer unter Denkmalschutz.
Neben der Kapelle steht eine Linde, die in drei Stammteile auseinandergebrochen ist, die alle als einzelne Bäume weitergewachsen sind. Es stehen insgesamt sechs Linden rund um die Kapelle und bilden gemeinsam mit ihr ein Ensemble. Die Linden sind als Naturdenkmal geschützt.
Die Kapelle verfügt über eine Orgel aus dem Jahr 1833. Die Orgel wurde 2011 mit einem Aufwand von 40.000 € generalsaniert. Bereits 2010 wurde für 60.000 € eine Gasheizung eingebaut.

### Sage
Gemäß einer lokalen Sage wollten die Oberlaukener die Kirche zunächst im Ort selbst bauen. Jedoch verschwand das Bauholz nachts von der Baustelle und tauchte auf dem Lindenberg wieder auf. Nachdem die Dorfbewohner das Holz wieder hinuntergebracht hatten, wiederholte sich der Zauber in der Folgenacht. In der dritten Nacht erschien eine geheimnisvolle Gestalt, die mit einem Lindenzweig auf den Berg zeigte. Daraufhin entschied sich der Ort, die Kapelle auf dem Berg zu errichten (siehe Literatur).

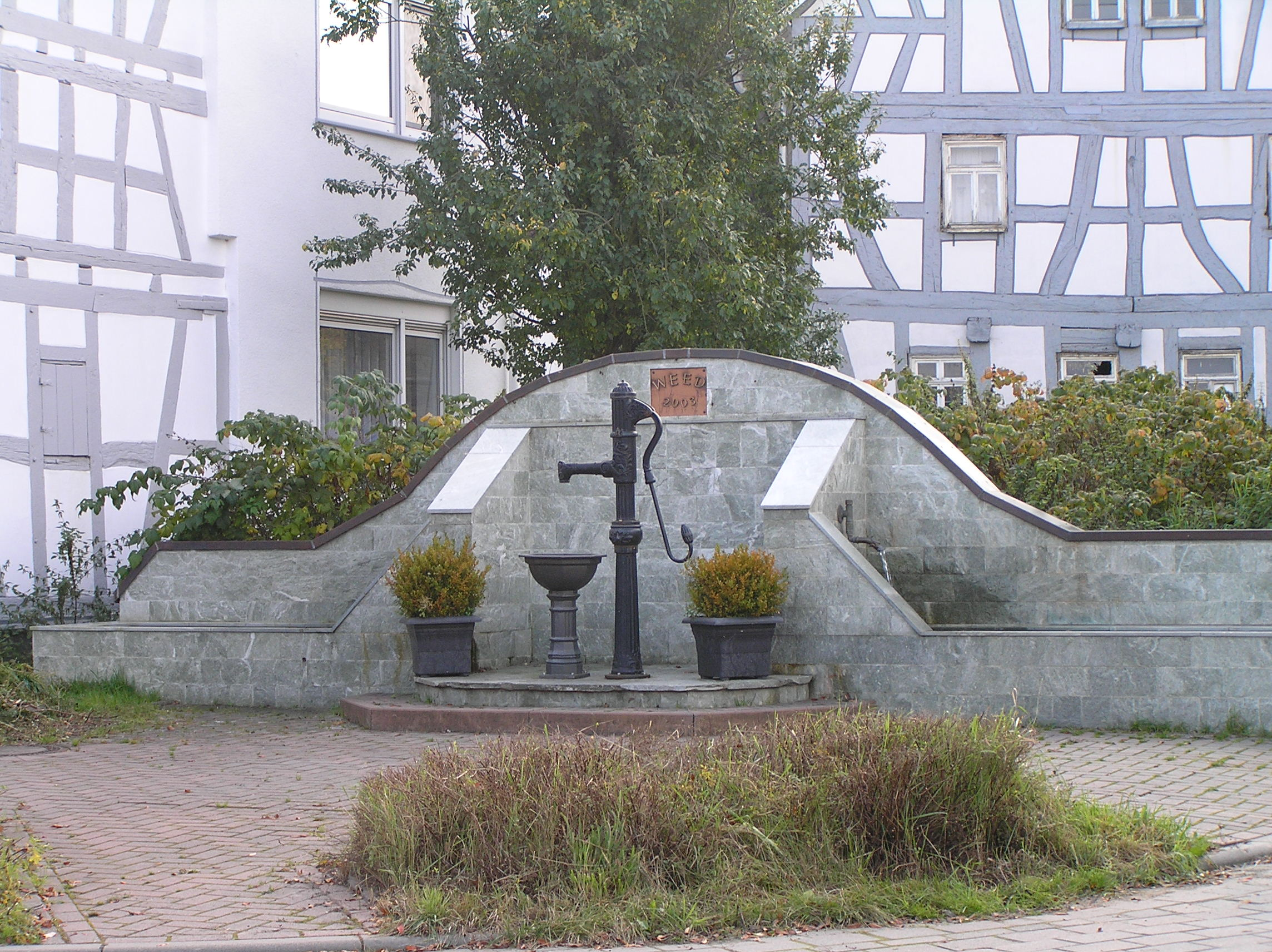
Brunnen von Oberlauken

### Ortskern
Der im Rahmen des Dorferneuerungsprogramms sanierte Dorfkern weist eine Reihe von schönen Fachwerkhäusern auf. Ortsmittelpunkt ist der Dorfbrunnen Weed im Ortskern (umgestaltet 2003).
Im Jahre 1961 wurde das Dorfgemeinschaftshaus eingeweiht. Das Feuerwehrhaus stammt aus dem Jahr 1989.

### Vereine
- Freiwillige Feuerwehr Oberlauken (gegründet 1932)
- Oberlaukener Strolche
- SG Blau-Weiß Oberlauken
- Taunus Highlands Whisky e. V.

## Wirtschaft
Die Raiffeisenbank Oberlauken fusionierte 1974 mit der Raiffeisenbank Grävenwiesbach.